# They Are Nothing Without Us
They Are Nothing Without Us je druhé sólové studiové album velšského hudebníka Ciana Ciarána. Vydalo jej dne 23. září 2013 hudební vydavatelství Strangetown Records a producentem byl sám Ciarán. Písně na albu byly zčásti napsány a nahrány v Kalifornii, Skotsku a Ciaránově rodném Walesu. Sám Ciarán tuto nahrávku označil za „protestní album“.

## Seznam skladeb
Autorem všech skladeb je Cian Ciarán.
| Pořadí | Název                   | Délka |
| ------ | ----------------------- | ----- |
| 1.     | 5c Cotton 40c Beef      | 3:00  |
| 2.     | 43,000,000              | 3:22  |
| 3.     | Sewn Up                 | 2:10  |
| 4.     | 1/7/89                  | 3:27  |
| 5.     | Sleepless Nights        | 3:48  |
| 6.     | No More                 | 6:47  |
| 7.     | Bee My Baby             | 2:51  |
| 8.     | Shape Control           | 2:26  |
| 9.     | Down River              | 2:15  |
| 10.    | Peaked                  | 3:35  |
| 11.    | You Are What You Breath | 2:11  |
| 12.    | Silver Sea              | 2:58  |
| 13.    | Pachamama               | 7:19  |

## Obsazení
- Cian Ciarán – různé nástroje
- Titch Jones – zpěv v „43,000,000“
- Vanity Johnson – zpěv v „No More“
- Estelle Ios – zpěv v „Peaked“
- Robert Dillam – kytara v „Peaked“